# VIA mikroprocesszormagok listája
Ez a cikk a VIA Technologies által forgalmazott x86-kompatibilis mikroprocesszorokat sorolja fel, műszaki jellemzők szerint csoportosítva: az azonos csoportba tartozó magoknak sok közös vonásuk van.

## Cyrixtervezés (Cyrix III)
- Minden modell[1] támogatja: MMX, 3DNow!

| Marketing név | Mag    | Órajel      | Front-side bus | L1 gyorsítótár | L2 gyorsítótár | FPU sebesség | Futószalag- fokozatok | Tipikus fogyasztás | Feszültség | Gyártási folyamat |
| ------------- | ------ | ----------- | -------------- | -------------- | -------------- | ------------ | --------------------- | ------------------ | ---------- | ----------------- |
| Cyrix III     | Joshua | 350–450 MHz | 100–133 MHz    | 64 KiB         | 256 KiB        | 100%         | ?                     | 13–16 W            | 2,2 V      | 180 nm Al         |

## Centaur Technologytervezés

### Cyrix III,C3
- Minden modell[2] támogatja: MMX, 3DNow!

| Marketing név                               | Mag            | Órajel       | Front-side bus | L1 gyorsítótár | L2 gyorsítótár | FPU sebesség | Futószalag- fokozatok | Tipikus fogyasztás | Feszültség | Gyártási folyamat |
| ------------------------------------------- | -------------- | ------------ | -------------- | -------------- | -------------- | ------------ | --------------------- | ------------------ | ---------- | ----------------- |
| Cyrix III, C3, 1GigaPro                     | Samuel (C5A)   | 466–733 MHz  | 100–133 MHz    | 128 KiB        | 0 KiB          | 50%          | 12                    | 6,8–10,6 W         | 1,8–2,0 V  | 180 nm Al         |
| Cyrix III, C3, 1GigaPro, Eden ESP, XP 2000+ | Samuel 2 (C5B) | 600–800 MHz  | 100–133 MHz    | 128 KiB        | 64 KiB         | 50%          | 12                    | 5,8–6,6 W          | 1,5–1,65 V | 150 nm Al         |
| C3, Eden ESP                                | Ezra (C5C)     | 733–933 MHz  | 100–133 MHz    | 128 KiB        | 64 KiB         | 50%          | 12                    | 5,3–5,9 W          | 1,35 V     | 130 nm Al         |
| C3                                          | Ezra-T (C5N)   | 800–1000 MHz | 100–133 MHz    | 128 KiB        | 64 KiB         | 50%          | 12                    | 5,3–11,8 W         | 1,35 V     | 130 nm Al         |

### C3,C7
- Minden modell[3] támogatja: MMX, SSE
- SSE2, SSE3, NX bit támogatás az Esther (C5J) magban
- x86 utasításkészlet (nem x86-64)

| Marketing név                  | Mag             | Órajel       | Front-side bus | L1 gyorsítótár | L2 gyorsítótár | FPU sebesség | Futószalag- fokozatok | Tipikus fogyasztás | Feszültség           | Gyártási folyamat |
| ------------------------------ | --------------- | ------------ | -------------- | -------------- | -------------- | ------------ | --------------------- | ------------------ | -------------------- | ----------------- |
| C3, Eden ESP, Eden-N           | Nehemiah (C5XL) | 800–1400 MHz | 133 MHz        | 128 KiB        | 64 KiB         | 100%         | 16                    | 15–19 W            | 1,25 vagy 1,4–1,45 V | 130 nm Cu         |
| C3                             | Nehemiah+ (C5P) | 1–1,4 GHz    | 133 MHz        | 128 KiB        | 64 KiB         | 100%         | 16                    | 11–12 W            | 1,25 V               | 130 nm Cu         |
| C7, C7-D, C7-M, Eden, Eden ULV | Esther (C5J)    | 0.4–2,0 GHz  | 400–533 MT/s   | 128 KiB        | 128 KiB        | 100%         | 16                    | 12–20 W            | 0,9–1,1 V(?)         | 90 nm SOI         |

| Sorozat | Modell   | Mag      | Órajel [MHz] | Front-side bus [MHz] | Év        | Gyártási folyamat [nm] | Tok méret [mm×mm, mm2] | Fogyasztás [W] | L1 gyorsítótár u./a. [K] | L2 gyorsítótár [K] | Teljesítmény [SPEC2000] |
| ------- | -------- | -------- | ------------ | -------------------- | --------- | ---------------------- | ---------------------- | -------------- | ------------------------ | ------------------ | ----------------------- |
| Eden    | Eden ESP | Samuel 2 | 300–600      | 66/100/133           | 2001      | 150                    | 35×35                  | 2,5–6          | 64/64                    | 64                 | n.a.                    |
| Eden    | Eden ESP | Nehemiah | 667–1000     | 133/200              | 2003–2004 | 130                    | 35×35                  | 6–7            | 64/64                    | 64                 | n.a.                    |
| Eden    | Eden-N   | Nehemiah | 533–1000     | 133                  | 2003      | 130                    | 15×15                  | 2,5–7          | 64/64                    | 64                 | n.a.                    |
| Eden    | Eden     | Esther   | 400–1500     | 400–800              | 2006–2007 | 90                     | 30 (?)                 | < 7,5          | 32/32                    | 128                | n.a.                    |
| Eden    | Eden X2  | n.a.     | 800          | n.a.                 | 2011      | 40                     | 11×6                   | n.a.           | n.a.                     | n.a.               | n.a.                    |
| C3      | C3       | Samuel 2 | 667–800      | 100–133              | 2001      | 150                    | n.a.                   | 13             | 64/64                    | 64                 | n.a.                    |
| C3      | C3       | Ezra     | 800–1000     | 100–133              | 2002      | 130                    | n.a.                   | 8,3–10         | 64/64                    | 64                 | n.a.                    |
| C3      | C3       | Nehemiah | 1000–1400    | 133–200              | 2003      | 130                    | 35×35                  | 15–21          | 64/64                    | 64                 | n.a.                    |
| C3      | C3-M     | Nehemiah | 1000–1400    | 133–200              | 2003      | 130                    | 35×35                  | 11–19          | 64/64                    | 64                 | n.a.                    |
| C7      | C7-D     | Esther   | 1500–1800    | 400                  | 2006      | 90                     | 21×21                  | 20–25          | 16/16                    | 128                | n.a.                    |
| C7      | C7-M     | Esther   | 1000–2000    | 400                  | 2005      | 90                     | 21×21                  | 12–20          | 16/16                    | 128                | n.a.                    |
| C7      | C7       | Esther   | 1500–2000    | 800                  | 2007      | 90                     | 21×21                  | 12–20          | 16/16                    | 128                | n.a.                    |

(n.a. = nincs adat, nem ismert)
(u./a. = utasítás- / adat-gyorsítótár )

### Nano
- Az első x86-64 utasításkészletű VIA processzorok

| Sorozat  | Modell        | Mag    | Órajel [MHz] | Front-side bus [MHz] | Év   | Gyártási folyamat [nm] | Tok méret [mm2] | Fogyasztás [W] | L1 gyorsítótár u./a. [K] | L2 gyorsítótár [K] | Teljesítmény [SPEC2000] |
| -------- | ------------- | ------ | ------------ | -------------------- | ---- | ---------------------- | --------------- | -------------- | ------------------------ | ------------------ | ----------------------- |
| Nano X2  | L4050, L4350E | Isaiah | 1400–1730    | 1066                 | 2011 | 40                     | ?               | 27,5           | 2× 64/64                 | 2× 1024            | r>17,1/14,5             |
| QuadCore | QuadCore      | Isaiah | 1000–1460    | 1066                 | 2011 | 40                     | 21×21           | 27,5           | 4× 64/64                 | 4× 1024            | 30,1/24,1               |

(u./a. = utasítás- / adat-gyorsítótár )
- Lásd még: VIA Nano mikroprocesszorok listája

### CHA
- Bejelentve 2019-ben.[7][8][9] Megszűnt 2021-ben, a Centaur Intel általi felvásárlásával.[10]
- 8 mag + „NCORE” neurális processzor az MI (AI) gyorsításához
- Utasításkészlet-kiterjesztések: MMX SSE SSE2 SSE3 SSSE3 SSE4.1 SSE4.2 AES AVX AVX2 FMA3 SHA AVX512 AVX512F AVX512CD AVX512BW AVX512DQ AVX512VL AVX512IFMA AVX512VBMI

| Marketing név | Kód- név | Mag | Magok száma | Órajel  | Mikroarch. | L1 gyorsítótár | L2 gyorsítótár | L3 gyorsítótár | Bejelentve | Várható kiadás | Gyártási folyamat | Foglalat | Futószalag- fokozatok | PCIe sávok |
| ------------- | -------- | --- | ----------- | ------- | ---------- | -------------- | -------------- | -------------- | ---------- | -------------- | ----------------- | -------- | --------------------- | ---------- |
| ismeretlen    | CHA      | CNS | 8           | 2,5 GHz | CNS        | 32 KiB         | 256 KiB        | 16 MiB         | 2019       | 2020 2. fele   | 16 nm             | LGA      | 20–22                 | 44         |

## Fordítás
Ez a szócikk részben vagy egészben  a   List of VIA microprocessor cores című angol Wikipédia-szócikk ezen változatának fordításán alapul.  Az eredeti cikk szerkesztőit annak laptörténete sorolja fel. Ez a jelzés csupán a megfogalmazás eredetét és a szerzői jogokat jelzi, nem szolgál a cikkben szereplő információk forrásmegjelöléseként.